# 고령 임신
고령 임신(高齡姙娠, advanced maternal age)은 광의적으로는 여성이 늙은 나이에 자손을 번식하는 단계에 있는 상태를 가리키지만 구체적인 나이와 번식 단계에 대해서는 정의가 다양하다. 유의어로 고령 출산(高齡出産)과 노산(老産, 문화어: 로산)이 있다. 이는 여성 분만 지연(female childbearing postponement)의 결과이다.
의학적으로 정확한 기준은 출산 예정일에 만 35세 이상이다.
대한산부인과학회에서는 염색체 이상 빈도를 근거로 하여, 만 31세부터 초기 노산으로 정의하고 있다.
서부, 북부, 남부 유럽에서 처음 어머니가 되는 연령대는 26~29세 사이로, 1970년대를 기점으로 23~25세 보다 늦어진 것이다. 수많은 유럽 국가(스페인)에서 첫 출산 시 여성의 평균 나이는 30세를 넘어서고 있다. 이러한 과정은 유럽에만 국한되지 않으며 아시아, 일본, 미국은 모두 출생 평균 나이가 상승하는 것이 관찰된다. 이러한 경향은 중국, 터키, 이란과 같은 개발도상국에도 확대되고 있다. 미국에서 첫 출산의 평균 나이는 2013년 기준으로 26세이다.
고령 임신은 여성 불임의 위험성 증가와 같은 부정적인 번식 효과와 관련되며 어린이들은 염색체 이상이 발생할 수 있다.

## 같이 보기
- 수태인자
- 초혼 연령에 따른 나라 목록